# Konsonantmutation
En konsonantmutation är ett språkligt fenomen som innebär att en konsonant ändrar form. Detta fenomen är mest känt från de keltiska språken. Ett exempel från skotsk gaeliska är ordet cat ("katt") i frasen a chat ("hans katt"), där ordet a frambringar en initial konsonantmutation och c blir till ch.